# Rantology
Rantology è un album di raccolta del gruppo musicale statunitense Ministry, pubblicato nel 2005.

## Tracce
1. No W (Redux) – 4:14
2. The Great Satan – 3:13
3. Wrong (Update Mix) – 5:21
4. N.W.O. (Update Mix) – 5:06
5. Stigmata (Update Mix) – 5:09
6. Waiting – 5:02
7. Warp City – 4:01
8. Jesus Built My Hotrod (Update Mix) – 5:52
9. Bad Blood (Alternate Mix) – 5:25
10. Animosity – 4:36
11. Unsung (Alternate Mix) – 3:43
12. Bloodlines – 6:34
13. Psalm 69 (Live in Paris) – 5:03
14. Thieves (Live in Seattle) – 5:06
15. The Fall (Live in London) – 8:04